# حلاق إشبيلية (فلم 1904)
حلاق إشبيلية (الفرنسية: Le Barbier de Séville)،  فيلم صدر أيضاً باسم حلاق إشبيلية، أو الاحتياط عديم الفائدة عام 1904، وهو فيلم صامت فرنسي من إخراج جورج ميلييس، استنادًا إلى مسرحية حلاق إشبيلية التي ألّفها بيير بومارشيه عام 1775. أنتجت الفيلم شركة ميلييس ستار للأفلام، وهو مرقم من 606 إلى 625 في كتالوجاتها، أعلن عن الفيلم أنهكوميديا بورليسكية من 7 فصول. كما هو الحال مع العديد من أفلام شركة ميلييس الطويلة الأخرى، أصدر من الفيلم نسختان في وقت واحد: نسخة كاملة مدتها 22 دقيقة ونسخة مختصرة.
كما هو الحال مع فيلمهفاوست ومارجريت عام 1904، أعدت شركة ميلييس موسيقى تصويرية خاصة لفيلمحلاق إشبيلية، مقتبسة من أشهر الأغاني من أوبرا حلاق إشبيلية لروسيني.  مثل ما لا يقل عن 4% من إجمالي إنتاج ميلييس (بما في ذلك أفلام مثل رحلة إلى القمر، والرحلة المستحيلة، ومملكة الجنيات، وحلم الراجا )، جرى تلوين بعض المطبوعات يدويًا بشكل فردي وبيعها بسعر أعلى. 
من المفترض أن الفيلم مفقود حالياً. 

## روابط خارجية
- حلاق إشبيلية  في قاعدة بيانات الأفلام على الإنترنت (بالإنجليزية)